# Castillonnais (Ariège)
Pour les articles homonymes, voir Castillonnais.
Le Castillonnais est un territoire pyrénéen, naturel et historique situé dans le Couserans, en Ariège, constitué de 26 communes (25 au 1er janvier 2017 avec la fusion de Bordes-sur-Lez avec Uchentein) auxquelles on pourrait rattacher la commune de Portet-d'Aspet qui est cependant en Haute-Garonne. Il s'agit du groupement de quatre vallées : la vallée du Biros, la vallée de Bethmale, la vallée de Balaguères et la vallée de la Bellongue avec le bourg de Castillon-en-Couserans en position centrale.

## Accès
L'accès principal depuis le Saint-gironnais s'opère par la RD 618 qui emprunte ensuite la vallée de la Bellongue et constitue le seul axe interdépartemental routier du Castillonnais.
Si Castillonnais communique à l'ouest avec le Comminges par ce qui fut l'historique route nationale 618 conduisant en Haute-Garonne par la commune de Portet-d'Aspet et son célèbre col du même nom (1 069 m), très fréquemment escaladé par le Tour de France cycliste. À l'est, par la vallée de Bethmale et le col de la Core (1 395 m) la route départementale 17 ouvre l'accès vers le Haut-Salat, aléatoire en hiver.

## Géographie

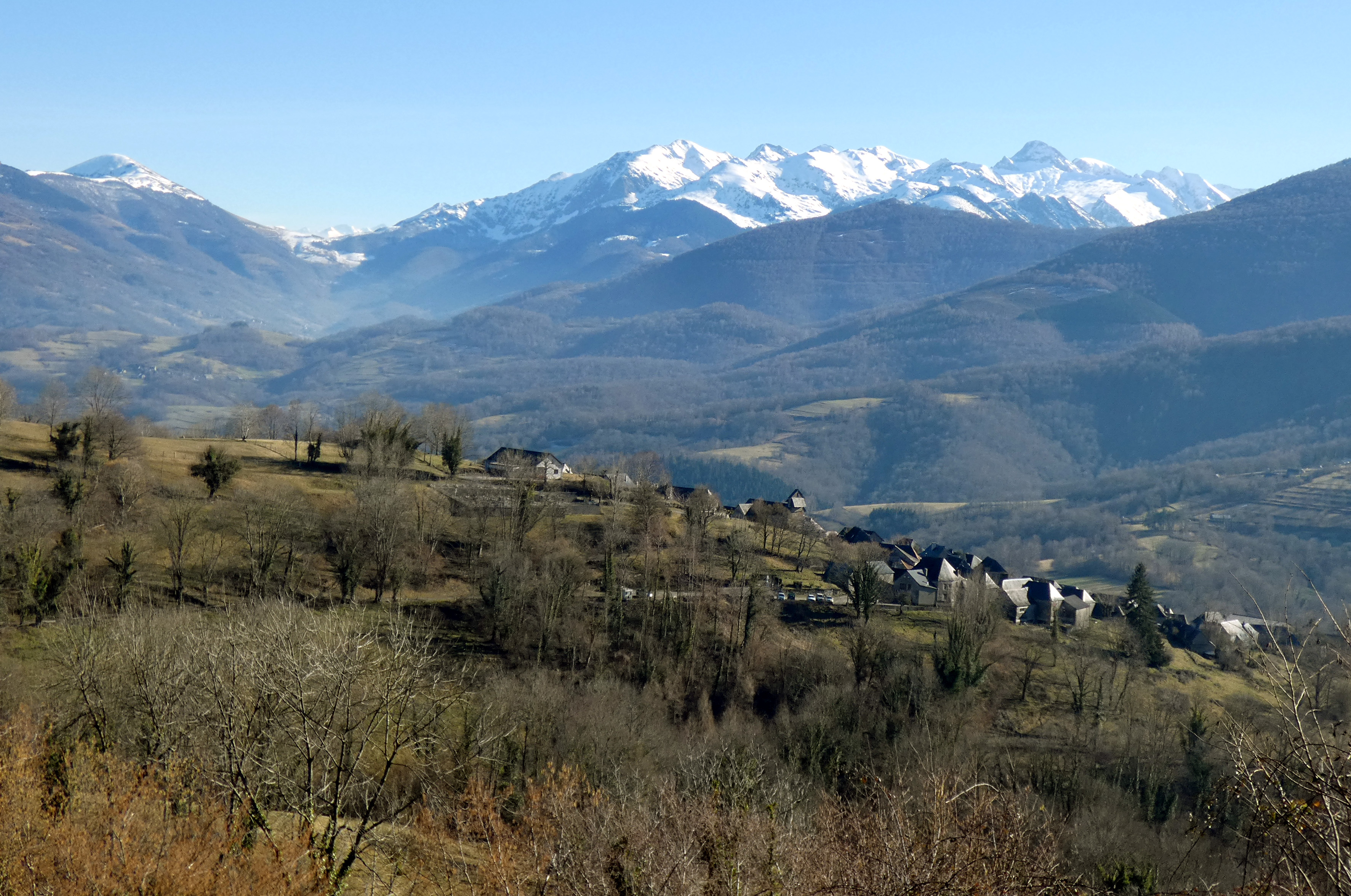
Le village de Buzan et la chaîne dominée par le pic de Maubermé (2880 m).

Toutes les rivières et ruisseaux convergent vers le Lez, lui-même affluent du Salat. Son territoire est frontalier avec l'Espagne avec les comarques du Val d'Aran (communes de Canejan et Naut Aran) et du Pallars Sobira (commune d'Alt Aneu) mais seul l'accès pédestre est possible ; le passage le plus aisé étant le port d'Orle (2 318 m). Le point culminant du Castillonnais et du Couserans est le pic de Maubermé (2 880 m). Quant au pic de Crabère, il matérialise la limite avec la Haute-Garonne et le Val d'Aran.
La couverture des toits en ardoise singularise le Castillonnais par rapport aux autres territoires du Couserans. Il est dans le périmètre du parc naturel régional des Pyrénées ariégeoises.

### Communes
| Nom                         | Code Insee | Intercommunalité      | Superficie (km2) | Population (dernière pop. légale) | Densité (hab./km2) |
| --------------------------- | ---------- | --------------------- | ---------------- | --------------------------------- | ------------------ |
| Antras                      | 09011      | CC Couserans-Pyrénées | 20,02            | 74 (2022)                         | 3,7                |
| Argein                      | 09014      | CC Couserans-Pyrénées | 11,09            | 192 (2022)                        | 17                 |
| Arrien-en-Bethmale          | 09017      | CC Couserans-Pyrénées | 14,59            | 123 (2022)                        | 8,4                |
| Arrout                      | 09018      | CC Couserans-Pyrénées | 3,02             | 92 (2022)                         | 30                 |
| Aucazein                    | 09025      | CC Couserans-Pyrénées | 6,02             | 62 (2022)                         | 10                 |
| Audressein                  | 09026      | CC Couserans-Pyrénées | 3,98             | 146 (2022)                        | 37                 |
| Augirein                    | 09027      | CC Couserans-Pyrénées | 9,84             | 80 (2022)                         | 8,1                |
| Balacet                     | 09034      | CC Couserans-Pyrénées | 2,12             | 47 (2022)                         | 22                 |
| Balaguères                  | 09035      | CC Couserans-Pyrénées | 17,84            | 197 (2022)                        | 11                 |
| Bethmale                    | 09055      | CC Couserans-Pyrénées | 31,61            | 100 (2022)                        | 3,2                |
| Bonac-Irazein               | 09059      | CC Couserans-Pyrénées | 38,13            | 125 (2022)                        | 3,3                |
| Bordes-Uchentein            | 09062      | CC Couserans-Pyrénées | 54,48            | 216 (2022)                        | 4                  |
| Buzan                       | 09069      | CC Couserans-Pyrénées | 8,55             | 40 (2022)                         | 4,7                |
| Castillon-en-Couserans      | 09085      | CC Couserans-Pyrénées | 4,94             | 433 (2022)                        | 88                 |
| Cescau                      | 09095      | CC Couserans-Pyrénées | 5,32             | 162 (2022)                        | 30                 |
| Engomer                     | 09111      | CC Couserans-Pyrénées | 7,6              | 314 (2022)                        | 41                 |
| Galey                       | 09129      | CC Couserans-Pyrénées | 9,35             | 113 (2022)                        | 12                 |
| Illartein                   | 09141      | CC Couserans-Pyrénées | 3,97             | 73 (2022)                         | 18                 |
| Orgibet                     | 09219      | CC Couserans-Pyrénées | 7,45             | 164 (2022)                        | 22                 |
| Saint-Jean-du-Castillonnais | 09263      | CC Couserans-Pyrénées | 4,74             | 28 (2022)                         | 5,9                |
| Saint-Lary                  | 09267      | CC Couserans-Pyrénées | 33,91            | 147 (2022)                        | 4,3                |
| Salsein                     | 09279      | CC Couserans-Pyrénées | 5,73             | 46 (2022)                         | 8                  |
| Sentein                     | 09290      | CC Couserans-Pyrénées | 59,18            | 170 (2022)                        | 2,9                |
| Sor                         | 09297      | CC Couserans-Pyrénées | 1,08             | 28 (2022)                         | 26                 |
| Villeneuve                  | 09335      | CC Couserans-Pyrénées | 5                | 42 (2022)                         | 8,4                |

## Histoire
Une importante jacquerie appelée Guerre des Demoisellesdébuta dans le Castillonnais entre le printemps 1829 et le printemps 1830. Déguisés en femmes et grimés, les révoltés étaient nombreux et déterminés. Ce mouvement s'est progressivement élargi à d'autres parties forestières de l'Ariège. C'est le vote, le 27 mai 1827, d'une nouvelle réglementation du code forestier, effectivement appliquée à partir de 1829, qui mit le feu aux poudres. Ce nouveau code impose « une nouvelle réglementation de l'usage des forêts, en particulier concernant le ramassage du bois, les coupes et surtout le pâturage désormais mis en défens (interdit), le droit de marronnage, et les droits de chasse, de pêche et de cueillette ». Il s'agit surtout de la rupture de l'équilibre entre le système traditionnel agro-sylvo-pastoral pyrénéen et le système technico-économique de propriétaires s'appuyant sur le code forestier et désirant intensifier le charbonnage afin d'alimenter principalement l'industrie naissante.
En août 2019 a eu lieu à Castillon-en-Couserans le premier spectacle son et lumière de « La guerre des Demoiselles » avec de nombreux figurants locaux. La seconde édition aura lieu les 20 et 21 août 2022.

## Économie

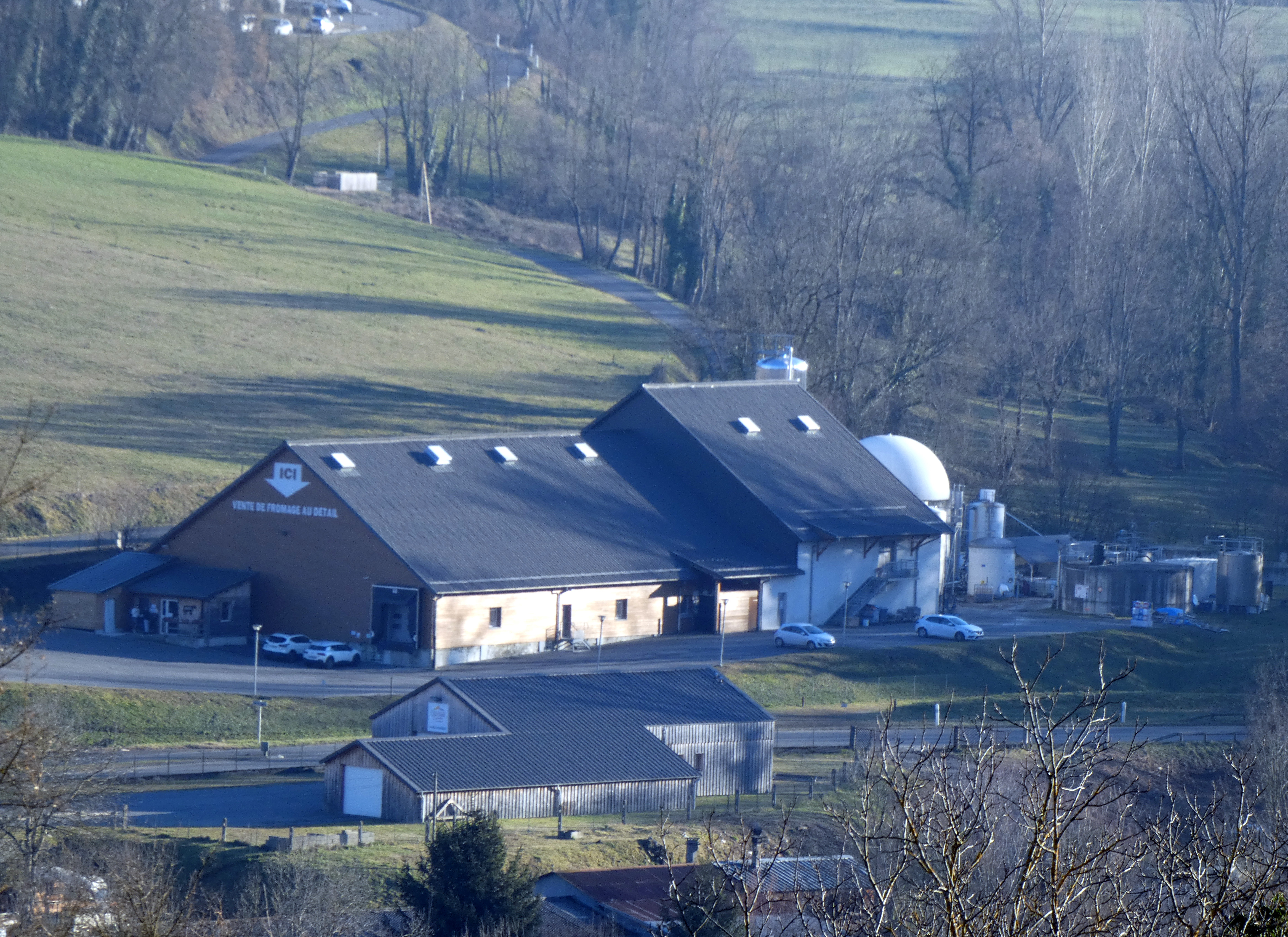
Fromagerie de la Core à Cescau.

Logo de l'Association Nationale du Cheval Castillonnais d'Ariège Pyrénées.

### Industrie
Fait remarquable pour une vallée quelquefois présentée comme enclavée, l'industrie est assez présente dans le Castillonnais notamment par l'hydroélectricité (usines hydroélectriques EDF d'Eylie et de Bordes), la papeterie Léon Martin à Engomer et les deux fromageries de l'Alliance agro-alimentaire à Arrien-en-Bethmale et Cescau.

### Tourisme
Le Castillonnais est fréquenté en été mais beaucoup moins en hiver car aucune station de ski n'y a été installée (la plus proche, Le Mourtis, se trouve à quelques encablures du col de Menté dans le proche Comminges par la RD618, puis les RD85 et 44). Contrairement aux territoires voisins, peu de cols significatifs ont été ouverts permettant une irrigation routière du Castillonnais. Les projets de route entre la vallée du Biros et la haute-Bellongue par le col de Nédé ou encore une liaison prolongeant la vallée de Balaguères vers la Haute-Garonne n'ont pas vu le jour, les préoccupations pastorales l'emportant sur les enjeux touristiques encore balbutiants il y a quelques décennies.

### Agriculture
Si la production fromagère y a connu un certain essor à la fin du XXe siècle, cela est dû d'abord à du lait non produit sur le territoire. L'élevage laitier, plus contraignant que l'engraissement, a été ici pratiquement abandonné. Un agriculteur-fromager à Augirein et deux affineurs à Engomer et Saint-Lary perpétuent le savoir-faire valléen. Une production de fromage de chèvre fermier existe notamment à Arrout.
Une race ovine et une race équine portent le nom du territoire, contribuant largement à sa notoriété.